# Erjon Tola
Pour les articles homonymes, voir Tola.
Erjon Tola, né le 15 décembre 1986 à Tirana est un skieur alpin. Spécialiste des épreuves techniques (slalom et slalom géant), il compte quatre participations aux Jeux olympiques à son actif.

## Biographie
Seul représentant de l'Albanie aux Jeux olympiques d'hiver de 2006, il finit dernier à la compétition du Super-G, mais 35e au Slalom géant. Il s'entraîne en Italie à Cervinia où il est moniteur de ski.
Il est de nouveau le seul représentant de l'Albanie aux Jeux olympiques d'hiver de 2010 à Vancouver où il arrive 69e du slalom géant sur 103 concurrents au départ et dernier des coureurs classés au slalom.
En 2014, il participe aux Jeux olympiques d'hiver de 2014 à Sotchi en tant que porte-drapeau de la délégation albanaise. Malheureusement, lors d'un entraînement sur les pistes de Sotchi, il se fracture le bras et est contraint de ne pas participer aux épreuves. Quatre ans plus tard, à Pyeongchang, Tola dispute ses quatrièmes jeux olympiques, où il obtient son deuxième meilleur résultat avec une 36e place au slalom.
Tola prend part à sa première manche de Coupe du monde en 2013 à Kranjska Gora. Depuis, il compte un total de 13 départs dans la compétition.
Tola court également cinq éditions des Championnats du monde entre 2013 et 2021, obtenant comme meilleur résultat une 29e place au slalom en 2021 à Cortina d'Ampezzo.

## Palmarès

### Jeux olympiques
| Épreuve / Édition | Turin 2006 | Vancouver 2010 | Sotchi 2014 | Pyeongchang 2018 |
| Super G           | 56e        |                |             |                  |
| Slalom géant      | 35e        | 63e            | Non-partant | 47e              |
| Slalom            | Abandon    | 48e            | Non-partant | 36e              |

### Championnats du monde
| Épreuve / Édition | Schladming 2013 | Beaver Creek 2015 | Saint-Moritz 2017 | Åre 2019 | Cortina d'Ampezzo 2021 |
| Slalom géant      | 54e             | 57e               | 46e               | 75e      | 34e                    |
| Slalom            | 42e             | Abandon           | 50e               | 46e      | 29e                    |